# Magomied Ankalajew
Magomied Ankalajew, ros. Магоме́д Алибула́тович Анкала́ев (ur. 2 czerwca 1992 w Machaczkale) – rosyjski zawodnik mieszanych sztuk walki (MMA) pochodzący z Dagestanu, który toczy pojedynki w wadze półciężkiej. Od 2018 roku walczy dla największej organizacji MMA na świecie – UFC. Od 8 marca 2025 roku jest mistrzem  UFC w wadze półciężkiej.  

## Życiorys
Ankalajew po raz pierwszy zaczął trenować zapasy w stylu grecko-rzymskim, kiedy był studentem na Dagestańskim Uniwersytecie Państwowym, gdzie ukończył wydział sportu. W tym czasie startował także w sambo bojowym, w którym zdobył m.in. tytuł Mistrza Sportu tej dyscypliny. Treningi mieszanych sztuk walki rozpoczął z powodu podobieństwa między MMA, a sambo bojowym. Jednym z pierwszych sukcesów w tej dyscyplinie było zostanie mistrzem świata w amatorskim MMA. W 2015 został nazwany tytułem artysty mieszanych sztuk walki Rosji przez jedną z rosyjskich federacji MMA. Jest pobożnym muzułmaninem.

## Osiągnięcia

### Mieszane sztuki walki
- Mistrz Świata amatorskiego MMA

- 2016-2017: Mistrz World Fighting Championship Akhmat w wadze półciężkiej
- 2020: Drugi najszybszy nokaut wagi półciężkiej w historii UFC[7]
- 2025-nadal: Mistrz  UFC w wadze półciężkiej

## Lista zawodowych walk w MMA
| Wynik     | Bilans     | Przeciwnik (bilans przed walką)   | Rozstrzygnięcie                                               | Runda | Czas | Rozgrywki                                   | Data       | Miejsce    | Uwagi                                                                    |
| --------- | ---------- | --------------------------------- | ------------------------------------------------------------- | ----- | ---- | ------------------------------------------- | ---------- | ---------- | ------------------------------------------------------------------------ |
| Wygrana   | 21-1-1 (1) | Alex Pereira (12-2)               | Decyzja (jednogłośna)                                         | 5     | 5:00 | UFC 313                                     | 08.03.2025 | Las Vegas  | Zdobył pas mistrzowski UFC w wadze półciężkiej. Main Event               |
| Wygrana   | 20-1-1 (1) | Aleksandar Rakić (14-4)           | Decyzja (jednogłośna)                                         | 3     | 5:00 | UFC 308                                     | 26.10.2024 | Abu Zabi   |                                                                          |
| Wygrana   | 19-1-1 (1) | Johnny Walker (21-7. 1 NC)        | KO (prawy hak)                                                | 2     | 2:42 | UFC Fight Night: Ankalaev vs. Walker 2      | 13.01.2024 | Las Vegas  | Main Event                                                               |
| Nieodbyta | 18-1-1 (1) | Johnny Walker (21-7)              | No contest (nieintencjonalne kolano w parterze)               | 1     | 3:13 | UFC 294                                     | 21.10.2023 | Abu Zabi   |                                                                          |
| Remis     | 18-1-1     | Jan Błachowicz (29-9)             | Remis (niejednogłośny)                                        | 5     | 5:00 | UFC 282                                     | 10.12.2022 | Las Vegas  | Pojedynek o wakujący pas mistrzowski UFC w wadze półciężkiej. Main Event |
| Wygrana   | 18-1       | Anthony Smith (36-16)             | TKO (ciosy pięściami)                                         | 2     | 3:09 | UFC 277                                     | 30.07.2022 | Dallas     |                                                                          |
| Wygrana   | 17-1       | Thiago Santos (22-9)              | Decyzja (jednogłośna)                                         | 5     | 5:00 | UFC Fight Night: Santos vs. Ankalaev        | 12.03.2022 | Las Vegas  | Main Event                                                               |
| Wygrana   | 16-1       | Volkan Oezdemir (17-5)            | Decyzja (jednogłośna)                                         | 3     | 5:00 | UFC 267                                     | 30.10.2021 | Abu Zabi   |                                                                          |
| Wygrana   | 15-1       | Nikita Kryłow (27-7)              | Decyzja (jednogłośna)                                         | 3     | 5:00 | UFC Fight Night: Rozenstruik vs. Gane       | 27.02.2021 | Las Vegas  | Co-Main Event                                                            |
| Wygrana   | 14-1       | Ion Cuțelaba (15-5. 1 NC)         | KO (ciosy pięściami)                                          | 1     | 4:19 | UFC 254                                     | 24.10.2020 | Abu Zabi   | Bonus za występ wieczoru                                                 |
| Wygrana   | 13-1       | Ion Cuțelaba (15-4. 1 NC)         | TKO (wysokie kopnięcie na głowę i ciosy pięściami w parterze) | 1     | 0:38 | UFC Fight Night: Benavidez vs. Figueiredo   | 29.02.2020 | Norfolk    |                                                                          |
| Wygrana   | 12-1       | Dalcha Lungiambula (10-1)         | KO (kopnięcie frontalne i ciosy pięściami w parterze)         | 3     | 0:29 | UFC on ESPN+ 21: Magomedsharipov vs. Kattar | 09.11.2019 | Moskwa     | Bonus za występ wieczoru                                                 |
| Wygrana   | 11-1       | Klidson Abreu (14-2)              | Decyzja (jednogłośna)                                         | 3     | 5:00 | UFC on ESPN+ 3: Błachowicz vs. Santos       | 23.02.2019 | Praga      | Limit umowny do 94 kg. Abreu nie wypełnił limitu wagowego                |
| Wygrana   | 10-1       | Marcin Prachnio (13-3)            | KO (wysokie kopnięcie na głowę i ciosy pięściami)             | 1     | 3:09 | UFC Fight Night: Hunt vs. Oleynik           | 15.09.2018 | Moskwa     | Bonus za występ wieczoru                                                 |
| Przegrana | 9-1        | Paul Craig (9-2)                  | Poddanie (duszenie trójkątne nogami)                          | 3     | 4:59 | UFC Fight Night: Werdum vs. Volkov          | 17.03.2018 | Londyn     | Debiut w UFC                                                             |
| Wygrana   | 9-0        | Celso Ricardo da Silva (14-6)     | KO (ciosy)                                                    | 1     | 1:11 | WFCA 43                                     | 04.10.2017 | Grozny     |                                                                          |
| Wygrana   | 8-0        | Wagner Prado (12-2)               | KO (ciosy)                                                    | 1     | 3:33 | WFCA 38                                     | 21.05.2017 | Grozny     | Obronił mistrzostwo WFCA w wadze półciężkiej                             |
| Wygrana   | 7-0        | Maksim Griszyn (23-6)             | TKO (ciosy pięściami)                                         | 4     | 1:13 | WFCA 30                                     | 04.10.2016 | Grozny     | Zdobył wakujące mistrzostwo WFCA w wadze półciężkiej                     |
| Wygrana   | 6-0        | Artur Astachow (15-3)             | Decyzja (jednogłośna)                                         | 3     | 5:00 | WFCA 23                                     | 11.06.2016 | Grozny     |                                                                          |
| Wygrana   | 5-0        | Lloyd Marshbanks (20-18)          | TKO (poddanie po ciosach)                                     | 1     | 0:15 | WFCA 18                                     | 09.04.2016 | Grozny     |                                                                          |
| Wygrana   | 4-0        | Nadir Bułchadarow (0-0)           | TKO (ciosy pięściami)                                         | 1     | 4:45 | Supercup of Russia 2015                     | 05.12.2015 | Czelabińsk |                                                                          |
| Wygrana   | 3-0        | Dowledżchan Jagszymuradow (9-3-1) | Decyzja (jednogłośna)                                         | 3     | 5:00 | Oplot Challenge 103                         | 18.10.2014 | Moskwa     |                                                                          |
| Wygrana   | 2-0        | Strahinja Denić (1-1)             | Decyzja (jednogłośna)                                         | 3     | 5:00 | Tesla Fighting Championship 4               | 14.06.2014 | Pančevo    |                                                                          |
| Wygrana   | 1-0        | Wasilij Babicz (9-1)              | Decyzja (większościowa)                                       | 3     | 5:00 | Oplot Challenge 96                          | 18.01.2014 | Charków    | Debiut w MMA                                                             |